# Tell Me A Lie
Tell Me A Lie (～私にウソをついて～ ~Watashi ni Uso wo Tsuite) là mẩu truyện tranh ngắn được sáng tác ngẫu nhiên bởi tác giả truyện tranh Nhật Bản nổi tiếng Aoyama Gōshō. Câu chuyện kể về cô học sinh trung học Arai Terumi (新井 輝海 Tân Tỉnh Huy Hải) có khả năng đọc thấu suy nghĩ của mình nhờ vào đôi mắt và mũi của người nói khác.
Bộ truyện ngắn này bao gồm 6 trang giấy, trong đó có một trang đầy đủ hình và tô màu. Bộ truyện cũng đã nhận được rất nhiều những sự bất đồng từ phía các độc giả về độ dài của nó: Trong khi nội dung của nó mang nhiều điều hư cấu bất chợt, có một vài yếu tố về mảng giới thiệu và những tiềm tàng ở bên trong câu truyện; nó khiến cho nhiều người thấy đó là nỗi nhục nhã rằng đấy không phải là một series mới toanh. Trong khi đó, nhiều người nói rằng Aoyama nên mở rộng câu chuyện này ra.
Một điều thú vị hơn về câu chuyện này: Trong khi nhân vật chính của câu truyện thấy rằng năng lực siêu nhiên của mình gây ra "rắc rối", cô thấy rằng nó không phải là một thứ lời nguyền hay tác dụng phụ của tế bào bài tiết của những người xung quanh cô. Cũng từ đó mà cô nhận ra những sự nghi ngờ, lòng tốt giả dối, hay những sự ghen tị và suy nghĩ xấu xa của con người thường trong tiềm thức của cô.